# Aleksandar Kozlina
Aleksandar Kozlina (Donji Skrad, 20 dicembre 1938 – Novi Sad, 10 aprile 2013) è stato un calciatore jugoslavo, croato dal 1991, di ruolo centrocampista.

## Palmarès

### Nazionale
- Oro olimpico: 1

Roma 1960